# Хибрид
Хибрид је јединка настала укрштањем родитеља који припадају чистим линијама (сортама), односно, хомозиготни су. У зависности од тога у колико се особина родитељи разликују или, другачије речено, колико се особина прати разликују се:
- монохибридно укрштање
- дихибридно укрштање
- полихибридно укрштање.